# Matisse (cràter)
Matisse és un cràter d'impacte en el planeta Mercuri de 189,04 km de diàmetre. Porta el nom del pintor francès Henri Matisse (1869-1954), i el seu nom va ser aprovat per la Unió Astronòmica Internacional el 1976.